# Hüsnü Doğan
Hüsnü Doğan né en 1944 à Malatya, est un homme politique turc.
Diplômé du département de la génie civil de l'Université technique du Moyen-Orient en 1968. Il est chercheur dans l'Organisation de plan d'État jusqu'en 1973. Entre 1980-1983 il est président du conseil des capitaux étrangers. Il cofonde le parti de la mère patrie. Il rédige le programme du ce parti. Député d'Istanbul (1986-1987, 1991-1999) et d'Izmir (1987-1991), ministre de l'agriculture, des forêts et des affaires rurales (1983-1989), ministre d'État (1989-1990), ministre de la défense (1990-1991) et ministre de l'énergie et des ressources naturelles (1996).